# Етьєн Комар
Етьє́н Кома́р (фр. Étienne Comar; нар. 25 січня 1965, Париж, Франція) — французький кінопродюсер, сценарист та кінорежисер.

## Біографія
Етьєн Комар почав кар'єру в кінематографі на початку 1990-х років. Як кінопродюсер взяв участь у створенні понад 20-ти фільмів, співпрацюючи з такими режисерами, як Набіль Аюш, Ґійом Ніклу, Ксав'є Бовуа, Абдеррахман Сіссако та іншими.
У 2017 році Етьєн Комар дебютував як режисер повнометражною біографічною стрічкою «Джанго» про відомого французького віртуоза-гітариста та композитора циганського походження Джанго Рейнарта. Прем'єрний показ фільму відбувся 9 лютого 2017 року на відкритті 67-го Берлінського міжнародного кінофестивалю, де він брав участь в конкурсній програмі.

## Фільмографія
Продюсер (повнометражні фільми)
| Рік  | Назва українською       | Оригінальна назва               | Режисер             | Примітки              |
| ---- | ----------------------- | ------------------------------- | ------------------- | --------------------- |
| 1997 | Мектуб                  | Mektoub                         | Набіль Аюш          |                       |
| 1998 | Зона                    | Zonzon                          | Лоран Бунік         |                       |
| 1999 | Суперкохання            | Superlove                       | Жан-Клод Ганер      |                       |
| 1999 | 1999 — Мадлен           | 1999 Madeleine                  | Лоран Бунік         |                       |
| 2000 | У придорожньому повітрі | Sur un air d'autoroute          | Тьєррі Боскерон     | делегований продюсер  |
| 2000 | Али Зауа, принц вулиці  | Ali Zaoua, prince de la rue     | Набіль Аюш          |                       |
| 2002 | 24 години з життя жінки | 24 heures de la vie d'une femme | Лоран Бунік         |                       |
| 2003 | Лабіринти               | Dédales                         | Рене Манзор         |                       |
| 2005 | Батько                  | Papa                            | Моріс Бартелемі     |                       |
| 2005 | Хрещені батьки          | Les parrains                    | Фредерік Форестьє   |                       |
| 2006 | Один прекрасний день    | Du jour au lendemain            | Філіп Ле Гюе        |                       |
| 2007 | Ключ                    | La clef                         | Ґійом Ніклу         | асоційований продюсер |
| 2008 | Перехресний вогонь      | Les insoumis                    | Клод-Мішель Ром     |                       |
| 2010 | Про людей і богів       | Des hommes et des dieux         | Ксав'є Бовуа        |                       |
| 2010 | Жінки з 6-го поверху    | Les femmes du 6e étage          | Філіп Ле Гюе        |                       |
| 2012 | Париж-Мангеттен         | Paris-Manhattan                 | Софі Лелуш          |                       |
| 2012 | Кухар для президента    | Les saveurs du Palais           | Крістіан Венсан     |                       |
| 2014 | Тімбукту                | Timbuktu                        | Абдеррахман Сіссако |                       |
| 2014 | Ціна слави              | La rançon de la gloire          | Ксав'є Бовуа        | співпродюсер          |
| 2015 | Мій король              | Mon roi                         | Майвенн Ле Беско    | асоційований продюсер |
| 2017 | Джанго                  | Django                          | Етьєн Комар         | співпродюсер          |

Сценарист, режисер
| Рік  | Назва українською    | Оригінальна назва          | Режисер | Сценарист |
| ---- | -------------------- | -------------------------- | ------- | --------- |
| 2010 | Про людей і богів    | Des hommes et des dieux    |         | Так       |
| 2012 | Кухар для президента | Les saveurs du Palais      |         | Так       |
| 2014 | Ціна слави (         | La rançon de la gloire     |         | Так       |
| 2014 | Мій король           | Mon roi                    |         | Так       |
| 2017 | Джанго               | Django                     | Так     | Так       |
| 2017 | Дикун                | Gauguin — Voyage de Tahiti |         | Так       |

## Визнання
| Рік                                   | Категорія                    | Фільм                                      | Результат |
| ------------------------------------- | ---------------------------- | ------------------------------------------ | --------- |
| Приз Європейської кіноакадемії        |                              |                                            |           |
| 2010                                  | Найкращий європейський фільм | Про людей і богів                          | Перемога  |
| Премія «Сезар»                        |                              |                                            |           |
| 2011                                  | Найкращий фільм              | Про людей і богів                          | Номінація |
| 2011                                  | Найкращий сценарій           | Про людей і богів (спільно з Ксав'є Бовуа) | Перемога  |
| 2015                                  | Найкращий фільм              | Тімбукту                                   | Номінація |
| Премія «Крістофер»                    |                              |                                            |           |
| 2016                                  | Найкращий художній фільм     | Про людей і богів                          | Перемога  |
| Берлінський міжнародний кінофестиваль |                              |                                            |           |
| 2017                                  | Золотий ведмідь              | Джанго                                     | Номінація |